# Церковь Двенадцати Апостолов (Судак)
Церковь Двенадцати апостолов — православный храм в Судаке, около средневековой Генуэзской крепости. Памятник архитектуры.

## Архитектура
Храм Двенадцати апостолов располагается за пределами крепостных стен, у основания горы Палвани-Оба, рядом с башней Федерико Астагуэрра (другое ее название — Портовая башня). Храм, построенный в византийском стиле армянскими зодчими для греческой общины средневекового Судака, историки относят к XIII—XV векам.
Храм похож на традиционную, небольшого размера византийскую часовню. Он стоит на прямоугольном фундаменте, имеет апсиду с пятью гранями и три окна: из восточной, западной и южной стороны. Вход в храм расположен с запада.
До второй половины XIX века на одной из стен церкви была заметна древняя фреска, изображающая Иисуса Христа и двенадцать апостолов на Тайной вечери (отсюда и современное название храма). Фреска не сохранилась.
В 1987-1988 годах в церкви были проведены ремонтно-реставрационные работы, а в 2009 году сделана попытка воссоздания утраченных фресок. Как результат, на стенах храма появилась стилизация под древнюю фресковую роспись на тему Святой Евхаристии.
24 мая 2009 церковь была освящена во имя Двенадцати Апостолов. С 2014 года при храме возродилась община

## Галерея

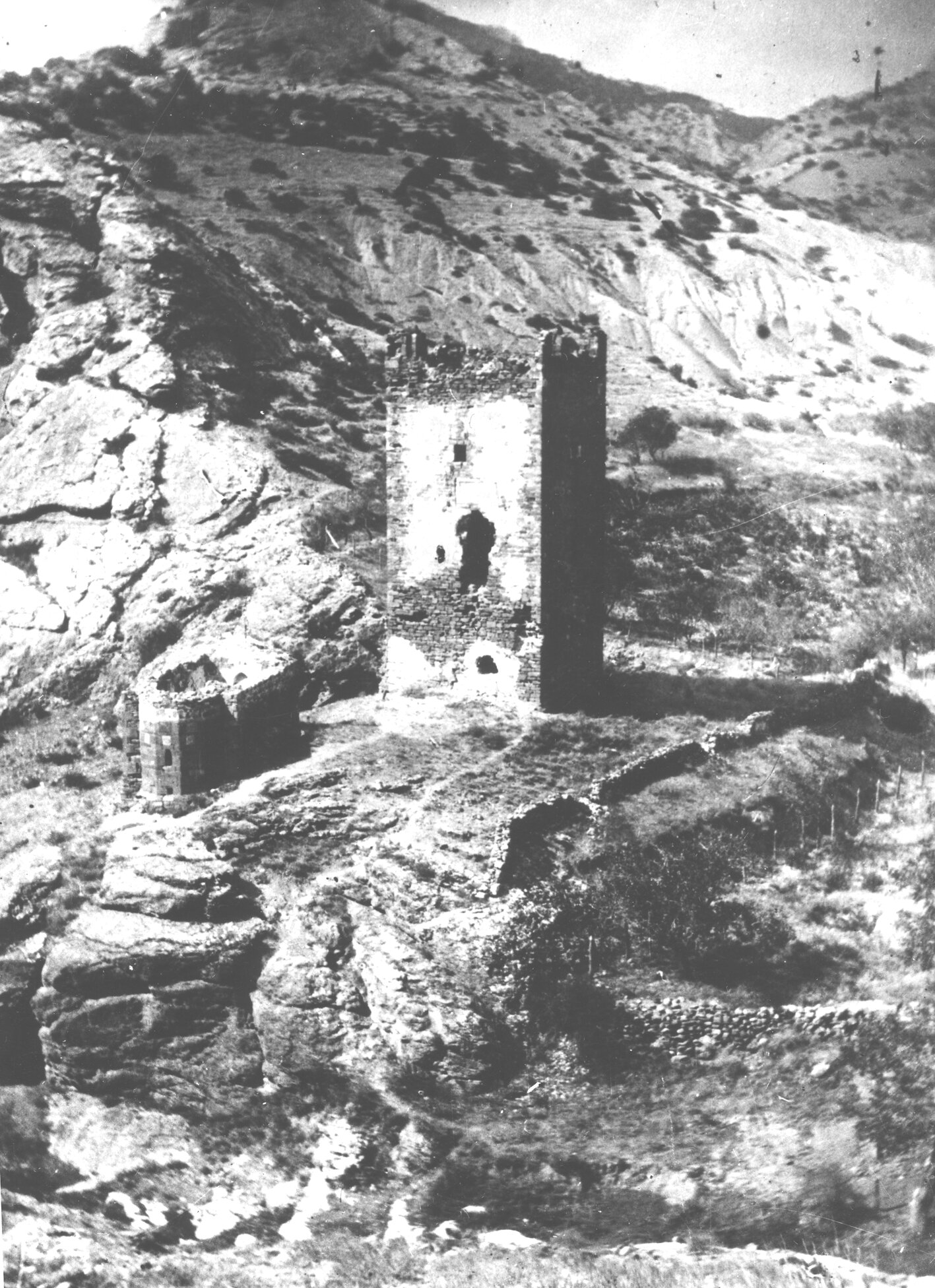
Состояние храма в начале XX века
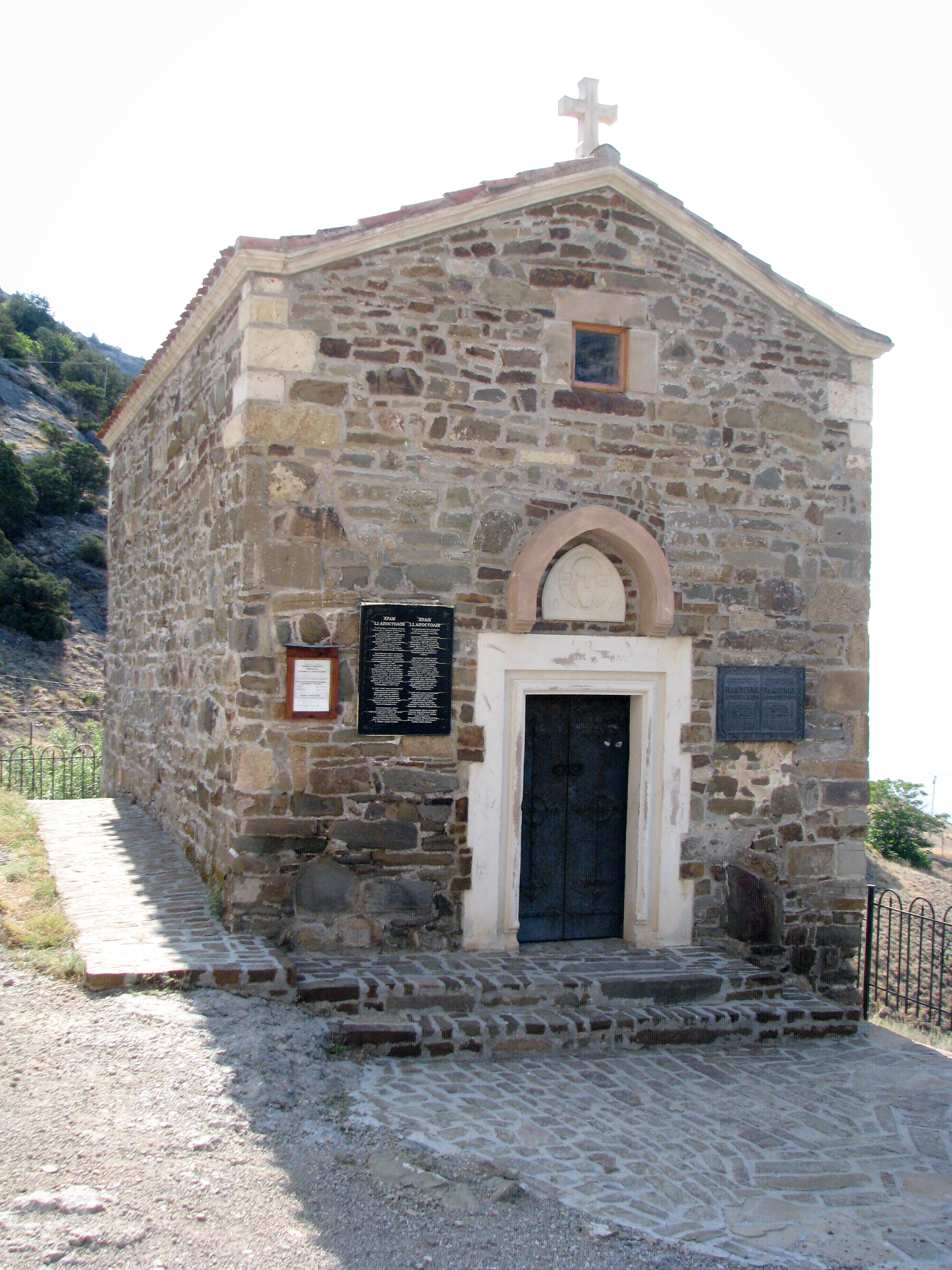
Вид после реставрации 2009 года
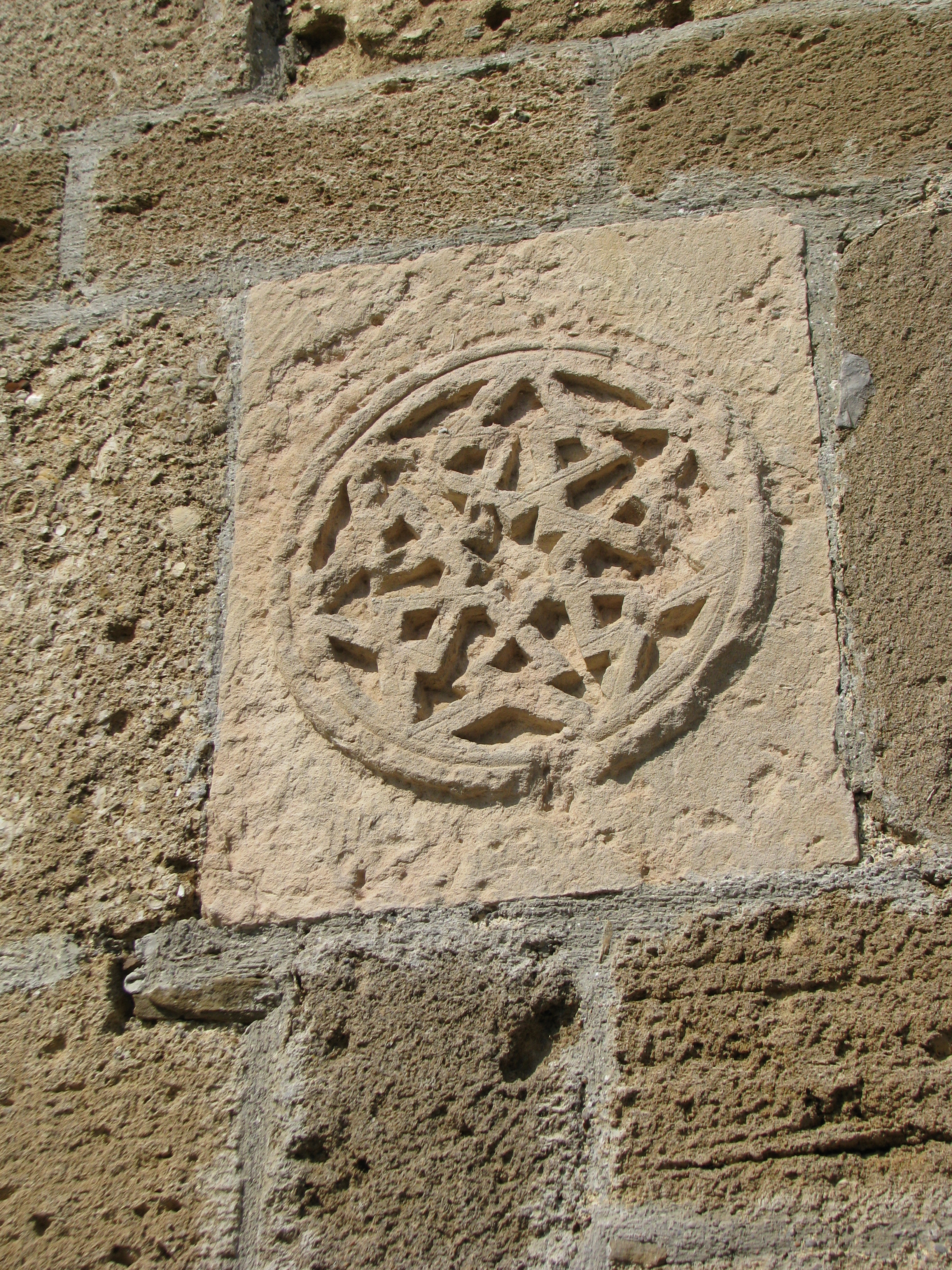
Каменная резьба на стенах апсиды
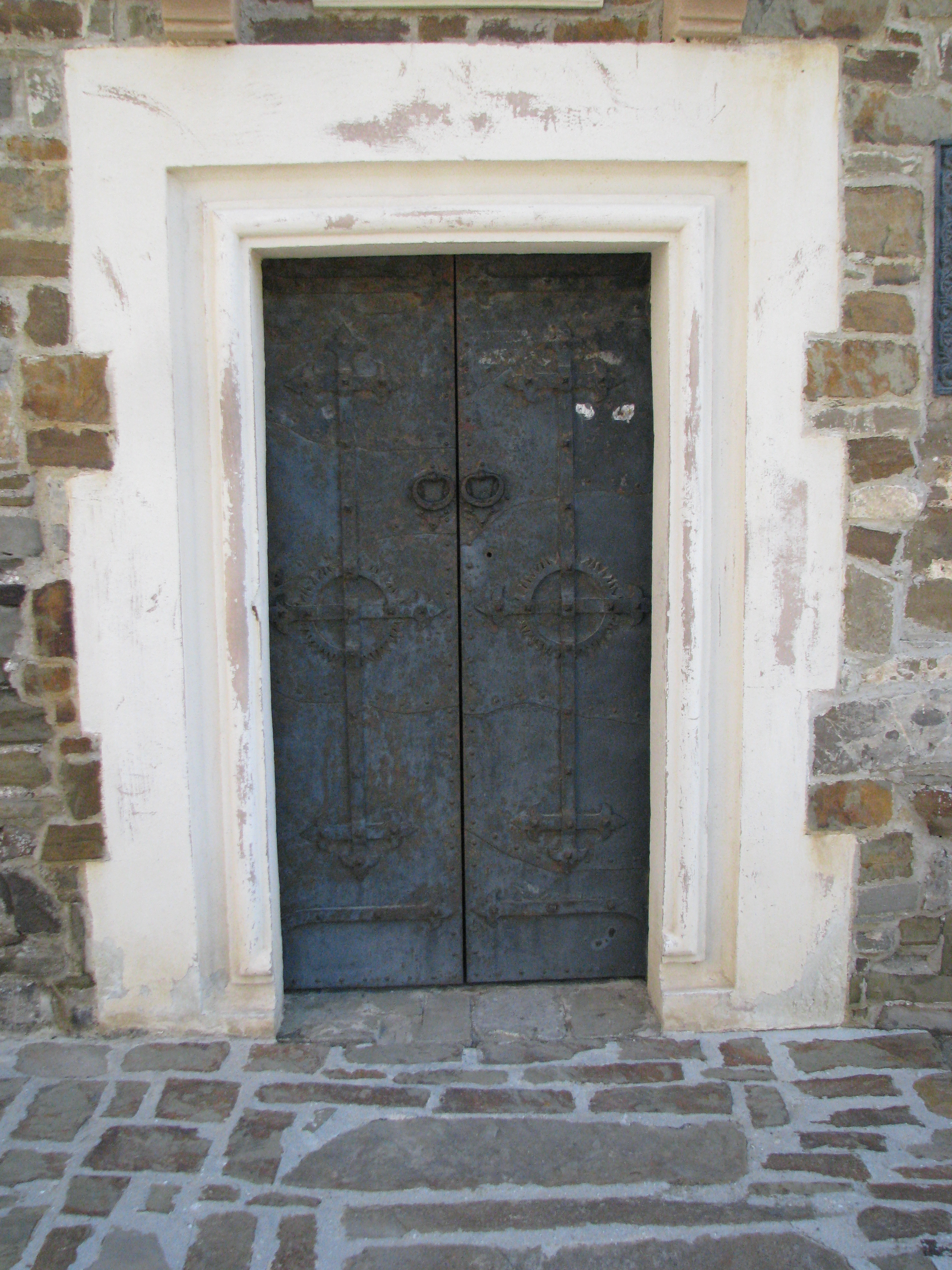
Входной портал
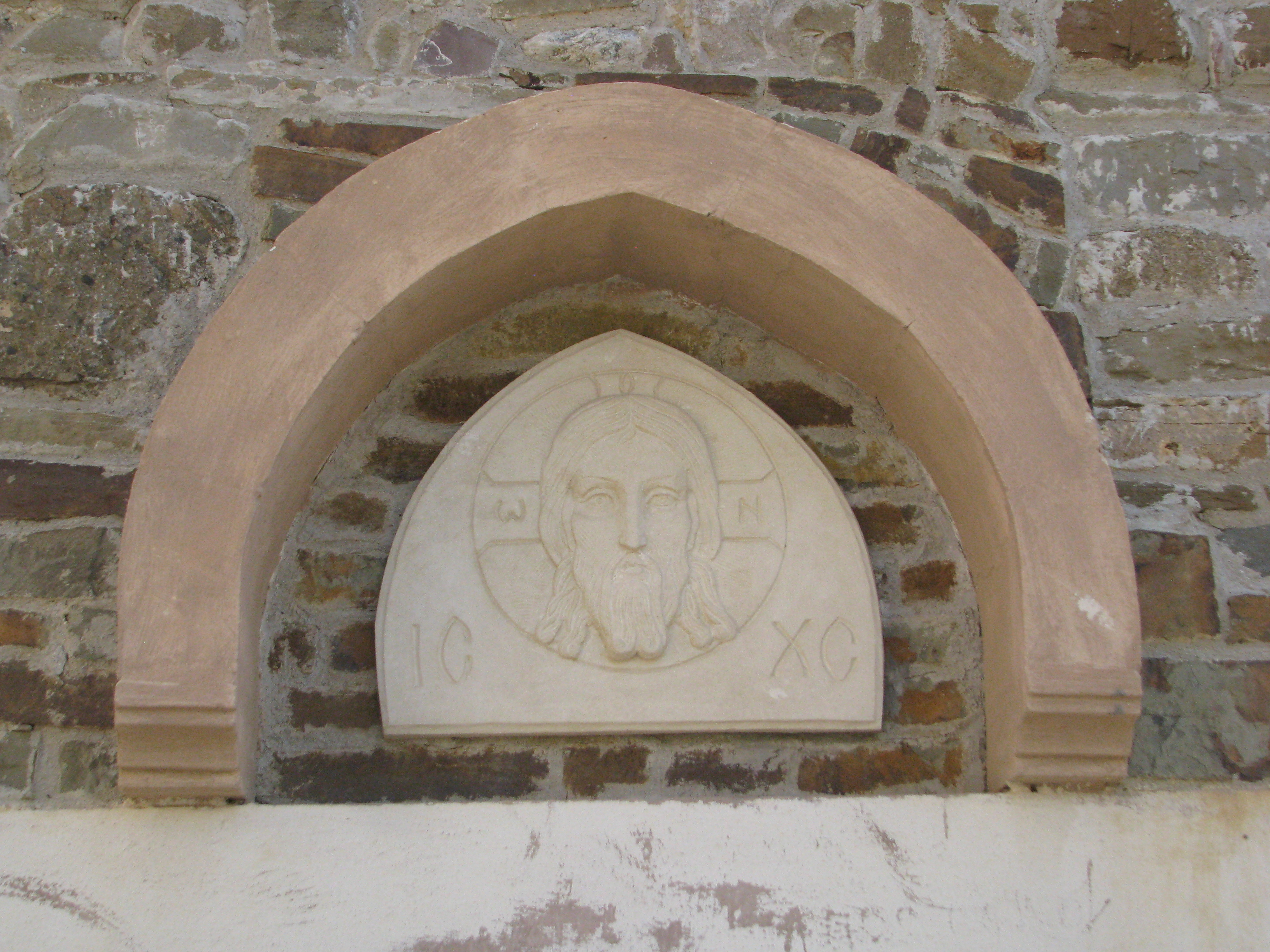
Барельеф Иисуса Христа